# Eucorydia asahinai
Eucorydia asahinai — вид тарганів родини Corydiidae. Описаний у 2021 році.

## Назва
Вид названо на честь японського ентомолога доктора Сіозіро Асахіни, за значний внесок у вивчення тарганів.

## Поширення
Ендемік Таїланду. Типові зразки виду знайдено на вершині гори Дой Пуй (1685 м) в провінції Чіангмай на півночі країни.